# Cyclops silesicus
Cyclops silesicus – gatunek widłonoga z rodziny Cyclopidae, nazwa naukowa gatunku została po raz pierwszy opublikowana w 1934 roku przez niemieckiego hydrobiologa Hansa Wolfganga Schäfera.